# Ichnanthus annuus
Ichnanthus annuus är en gräsart som beskrevs av Timothy John Killeen och Kirpes. Ichnanthus annuus ingår i släktet Ichnanthus och familjen gräs. Inga underarter finns listade i Catalogue of Life.